# پول (ترانه لیسا)
«پول» (انگلیسی: Money) ترانه‌ای از رپر و خواننده تایلندی لیسا عضو بلک‌پینک گروه دخترانه کره جنوبی از نخستین آلبوم تک‌آهنگ او لالیسا است. این ترانه توسط اینترسکوپ رکوردز به عنوان دومین تک‌آهنگ از آلبوم در ۹ نوامبر ۲۰۲۱ منتشر شد. ترانه‌سرایی برعهده بکو بوم و ویتس بوده است و آهنگسازی توسط این دو نفر در کنار ۲۴ و آر. تی انجام شده است.

## گواهی‌نامه‌ها
| منطقه                                   | گواهی     | واحد گواهی‌شده/فروش |
| --------------------------------------- | --------- | ------------------ |
| برزیل (پرو موزیکا برزیل)                | ۲× پلاتین | ۸۰٬۰۰۰             |
| فرانسه (اس‌ان‌ئی‌پی)                       | طلا       | ۱۰۰٬۰۰۰            |
| لهستان (زدپی‌ای‌وی)                       | طلا       | ۲۵٬۰۰۰             |
| پرتغال (انجمن صنفی گرامافون)            | طلا       | ۵٬۰۰۰              |
| اسپانیا (سازنده‌های موسیقی)              | طلا       | ۳۰٬۰۰۰             |
| رقم فروش+پخش جاری تنها بر پایهٔ گواهی‌ها. |           |                    |